# Careproctus magellanicus
Careproctus magellanicus är en fiskart som beskrevs av Jesús Matallanas och Pequeño 2000. Careproctus magellanicus ingår i släktet Careproctus och familjen Liparidae. Inga underarter finns listade.